# Karl Kunkel
Karl Kunkel (* 8. November 1913 in Seeburg/Ostpreußen; † 30. Januar 2012 in Bensheim) war ein deutscher römisch-katholischer Priester.  Da er in der Zeit des Nationalsozialismus in Verdacht geraten war, Kontakte zum „feindlichen Ausland“ unterhalten zu haben, war er als „Sonderhäftling“ in den Konzentrationslagern Ravensbrück und Dachau interniert.

## Leben
Karl Kunkel stammt aus einer katholischen Gastwirtsfamilie in Ostpreußen. Nach dem Abitur studierte er zunächst am Lyceum Hosianum, später an den Universitäten Tübingen und München Theologie. Am 6. März 1938 empfing er durch den Bischof von Ermland, Maximilian Kaller, die Priesterweihe. Danach war er bis 1942 Kaplan in Allenstein, wo er sich besonders der Jugendarbeit widmete. Anschließend trat er eine Stelle als Kaplan in Königsberg an und war dort im Nebenamt Standortpfarrer. In dieser Funktion oblag ihm auch die seelsorgerische Betreuung der in Königsberg untergekommenen Verwundeten und der dort inhaftierten Soldaten. So gehörte die geistliche Begleitung der zum Tod verurteilten Militärangehörigen bei zahlreichen Hinrichtungen zu seinen Aufgaben.
Bereits in seiner Zeit als Jugendseelsorger, in der Karl Kunkel unter anderem die – aus Sicht der Nationalsozialisten illegalen – Gruppenstunden seiner Pfarrjugend als „Bibelstunden“ zu tarnen gesucht hatte, und weil er in seinen Predigten Verbindungen zwischen „Hitlerbewegung mit dem Atheismus“ aufgezeigt hatte, war der junge Kaplan von der Gestapo wiederholt einbestellt und verwarnt worden. Anfang 1944 wurde die Gestapo erneut auf ihn aufmerksam, weil ihn ein ehemaliger Studienkollege bei einem Verhör als einen „Mann mit Auslandskontakten“ bezeichnet hatte. Er wurde verdächtigt, geheime Verbindungen zu Regimegegnern im Ausland unterhalten zu haben. Am 15. Juli 1944 wurde Kunkel verhaftet und zur Vernehmung in das KZ Ravensbrück gebracht. Als die Gestapo trotz Misshandlungen keine verdächtigen Machenschaften entdecken konnte, blieb Karl Kunkel in Ravensbrück als „Sonderhäftling“ inhaftiert. Als die Front näherrückte, wurde er am 23. Februar 1945 in das KZ Dachau verlegt. Obwohl er als Kaplan kein hoher kirchlicher Würdenträger war, wurde er dort nicht wie die anderen Priester im Pfarrerblock des Häftlingslagers, sondern in der Abteilung für geistliche Sonderhäftlinge des Lagergefängnisses (Bunker) untergebracht. In diesem separaten Zellentrakt war er gemeinsam mit dem französischen Bischof von Clermont-Ferrand, Gabriel Piguet, dem Münchener Domkapitular Johannes Neuhäusler, dem Schriftleiter der Münchner Katholischen Kirchenzeitung, Prälat Michael Höck, und dem prominenten evangelischen  Regimegegner Pfarrer Martin Niemöller interniert. Am Abend des 24. April 1945 wurde Karl Kunkel mit den anderen Sonderhäftlingen von einem SS-Sonderkommando aus dem Konzentrationslager Dachau abgeholt und auf Umwegen in das Hochpustertal in Südtirol gebracht. Dort wurden er und seine Mithäftlinge am 4. Mai 1945 von der amerikanischen  Armee befreit.
Bereits im Juli 1945 übernahm Karl Kunkel  als Spiritual im Missionskloster der Dominikanerinnen im oberbayerischen Schlehdorf eine neue seelsorgerische Aufgabe. Da er damals nicht mehr in sein ostpreußisches Heimatbistum zurückkehren konnte, wirkt er ab 1950 im Bistum Mainz. Er war erster Rektor des wieder eröffneten Bischöflichen Konvikts in Bensheim. 1956 wurde er Pfarrer der Pfarrei Maria Hilf in Mainz-Kostheim, wo er bis zu seinem Ruhestand 1979 tätig war.
Auch nach seiner Pensionierung ließ sich Karl Kunkel weiterhin in Dienst nehmen, er arbeitete im Seelsorgeteam einer Pfarrgemeinde in Bensheim mit und blieb Seelsorger der Maria-Ward-Schwestern. Zudem leistete er als einer der wenigen noch lebenden ehemaligen KZ-Häftlinge wichtige Aufgaben als Zeitzeuge.
In Anerkennung seiner langjährigen seelsorgerischen Arbeit wurde Pfarrer Kunkel von seinem Bischof der Ehrentitel „Geistlicher Rat“ verliehen. Im März 2003 feierte er sein Eisernes, 2008 sein 70-jähriges Priesterjubiläum.  Am 30. Januar 2012 verstarb Karl Kunkel im Alter von 98 Jahren in Bensheim.